# Escrita 'phags-pa
A escrita ’phags-pa (ou phags-pa ou phagspa, chamada muitas vezes de escrita quadrada) foi um alfasilabário criado pelo lama tibetano Drogön Chögyal Phagpa para o imperador  Kublai Khan da dinastia Yuan na China nos anos 1270, como escrita unificada para todas as línguas do Império mongol. Veio a cair em desuso quando o império mongol caiu diante da dinastia Ming em 1368. Importante documentação sobre sua utilização proveu aos linguistas modernos várias informações quanto às mudanças ocorridas a partir das línguas chinesas e outras línguas da Ásia desse período.

a palavra "Wiki" em caracteres ’phags-pas

Comparação entre a escrita ’phags-pa e o alfabeto hangul.

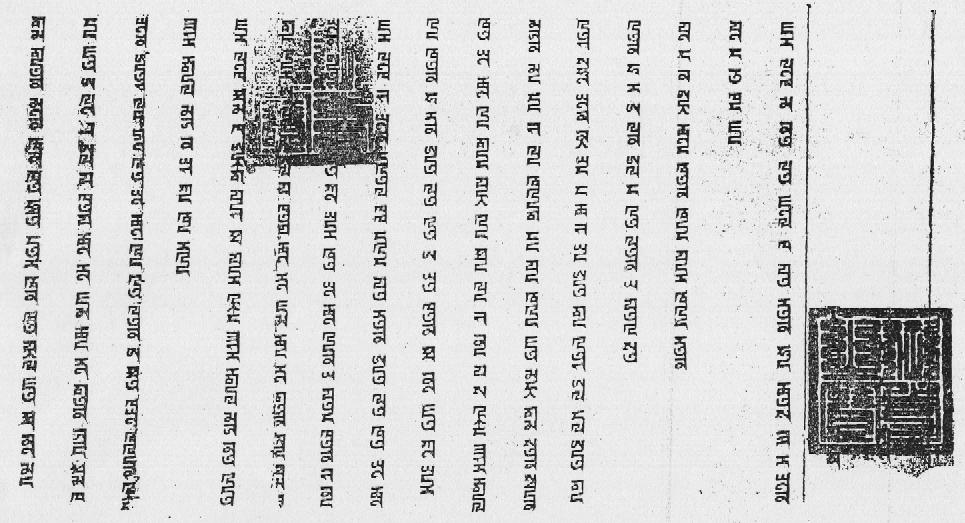
Édito de Yesün Temür Khan, Imperador Taiding de Yuan (1328).

## Escritas
Supõe-se que a escrita Hangul seja derivada da ’phags pa. As línguas que já a usaram foram o Sânscrito, o Tibetano, o Mongol e o Chinês.
São 41 letras, das quais 7 são símbolos separados para vogais, 2 para semivogais (“nossos” W e Y) e 32 consoantes com vogal inerente. Há três estilos básicos, o Padrão, aquele para Sinetes e o Tibetano.
Na codificação para uso eletrônico pela norma Unicode a partir da versão 5.0 essa escrita tem os códigos U+A840 atéU+A877 para as 56 letras  ’phags-pa.

## História
A Escrita mongol, cuja base é a escrita Uigur, serviu razoavelmente à língua mongol, sendo, porém, difícil de ser estendida a outras línguas de fonologia diversa daquelas das línguas chinesas. Desse modo, Kublai Khan da dinastia Yuan (~1269), Kublai Khan solicitou que Phagpa desenvolvesse uma nova escrita que servisse a todas línguas faladas em seu império. Phagpa (cujo nome veio a denominar a nova escrita) partiu de sua escrita natal, a tibetana (derivada da escrita brami e da Gupta) para criar uma para as línguas chinesas e o mongol. As 38 letras concebidas foram conhecidas por nomes diversos, “escrita quadrada”, por sua forma, mas hoje são conhecidas com alfabeto « ’phags-pa ».
Apesar de suas origens, a escrita se apresentava na vertical, de cima para baixo, como as escritas mongóis precedentes. Esse alfabeto não foi amplamente aceito e deixou de ser usado ao fim da dinastia Yuan em 1368. Foi, porém, usado como um alfabeto para os mongóis aprenderem a fonética da língua chinesa. Linguístas como Gari Ledyard acreditam que esse silabário tenha sido uma das fontes da escrita hangul.

### Externas
- (em inglês) BabelStone: Escrita Phags-pa
- (em inglês) BabelStone)
- (em inglês) Babel Stone – fontes
- (em inglês) Comparação dos caracteres Phagspa e vogais tradicionais Chinesa; resumo de documentos da época.
- (em inglês) Omniglot: Alfabeto Phagspa
- (em inglês) “Ancientscripts”: Phags-pa
- (em inglês) Wikipédia : Sistema de escrita Mongóis
- (em inglês) Wikipédia : Escrita Soyombo
- (em inglês) Wikipédia : Família Brâhmica de escritas
- (em inglês) Valdyas - Conlang - Phags pa